# Rolando da Parma
Pour les articles homonymes, voir Capezzuti.
Ne doit pas être confondu avec Rolando dè Capelluti.
Rolando da Parma (en français, Roland de Parme), dit le Capezzuti, en latin : Rolandus Parmensis, est un chirurgien du XIIIe siècle né à Parme et qui a vécu à Bologne à un moment qui, selon de nombreux historiens, se situe entre 1210 et 1250.

## Biographie
Il est l'élève de Ruggiero da Frugardo avec qui il est parfois confondu. Il devient cependant indépendant de l'influence de Ruggiero en proposant des interventions innovatrices dont, en particulier, l'opération de la hernie, qu'il effectue en plaçant le patient dans une position inclinée et des interventions sur le thorax et les poumons jamais tentées auparavant par son professeur.
Il devient lui-même un maître de l'école salernitaine de chirurgie et participe à la formation chirurgicale européenne en-dehors de l'influence de la culture médicale arabe.

## Le traité
Il est l'auteur d'une Chirurgia appelée la Rolandina, qui jouissait d'une réputation considérable au Moyen Âge, conservée actuellement à la bibliothèque Casanatense à Rome. Richement enluminée, elle est très intéressante pour les illustrations reproduites dans leur intégralité en 1927,,. Sa particularité réside dans la description des instruments chirurgicaux recommandés pour certaines interventions ainsi que dans l'illustration de positions opératoires spécifiques telles que la position assise pour les trépanations ou les positions en décubitus déclive pour les opérations du bassin (appelées depuis 1881 position de Trendelenburg).

## Miniatures

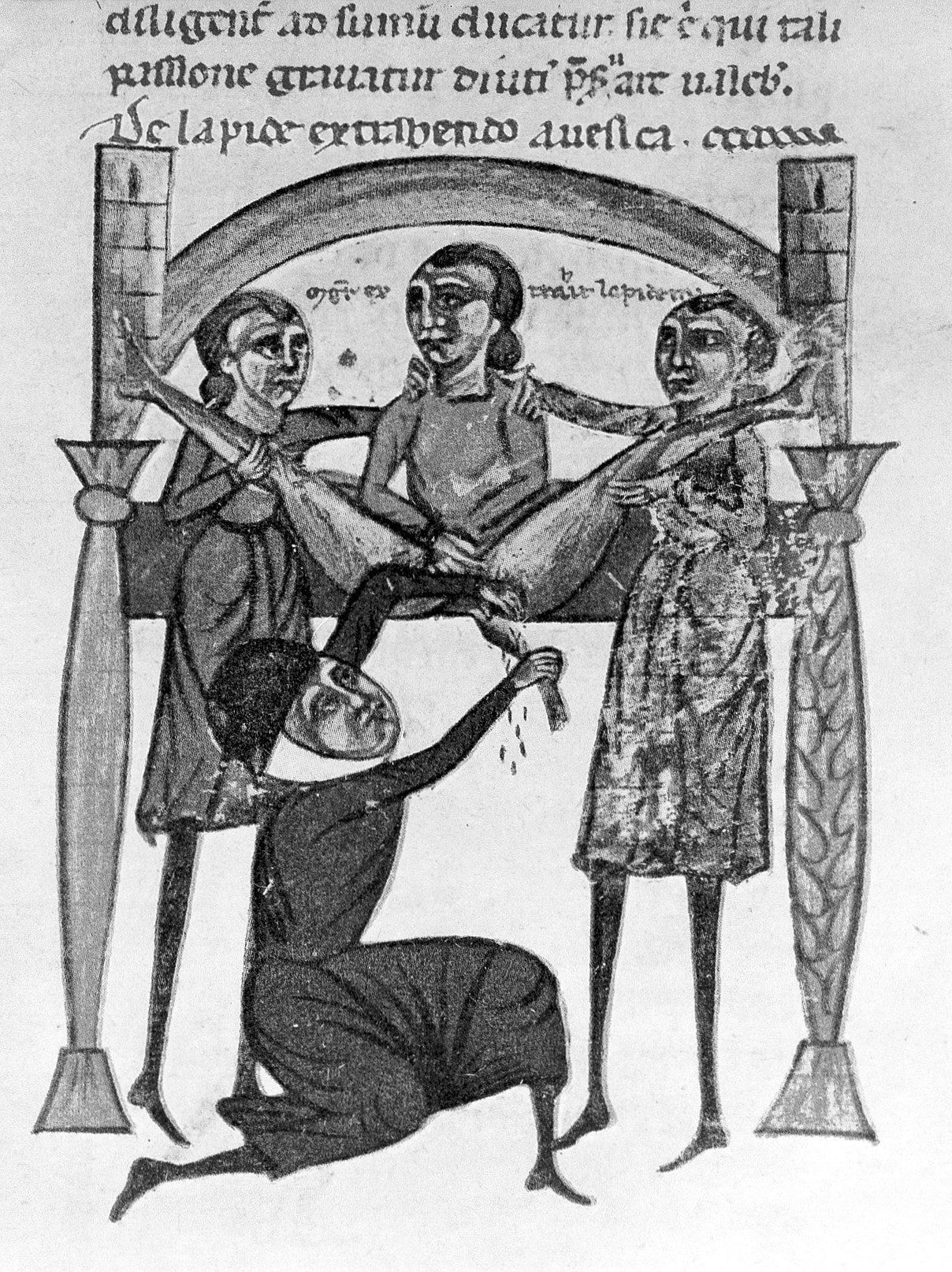
Chirurgien opérant un calcul de la vessie. Rolandus Parmensis, Chirurgia, Rome : Bibliothèque Casanatense MS 1382, fol. 23v.
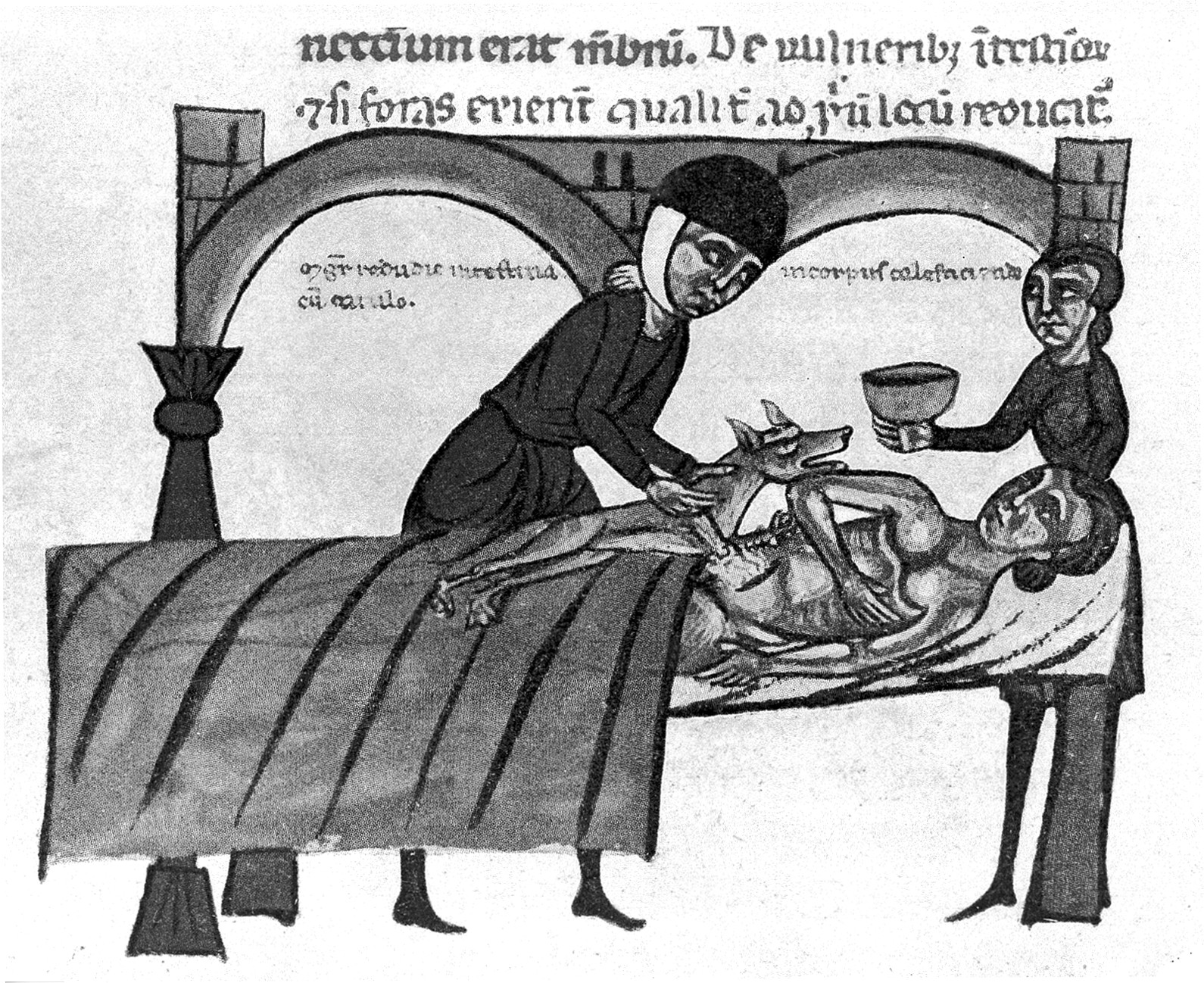
Chirurgien utilisant un chien éviscéré pour réchauffer les intestins sortant d'une blessure de l'abdomen. Rolandus Parmensis, Chirurgia, Rome : Bibliothèque Casanatense MS 1382, folio 23 verso.
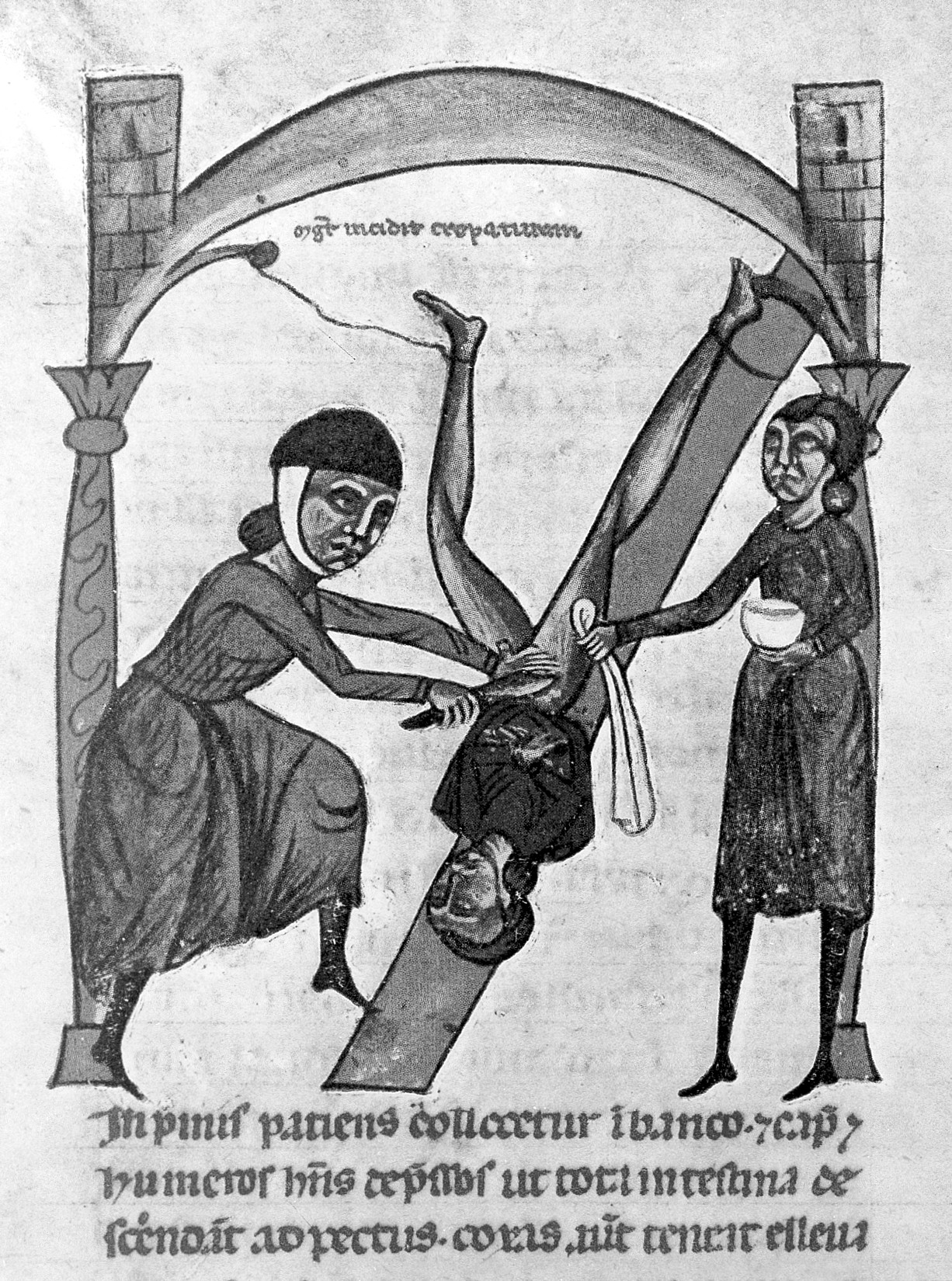
Chirurgien opérant une hernie inguinale - Rolandus Parmensis, Chirurgia, Rome : Bibliothèque Casanatense MS 1382, fol. 24v.
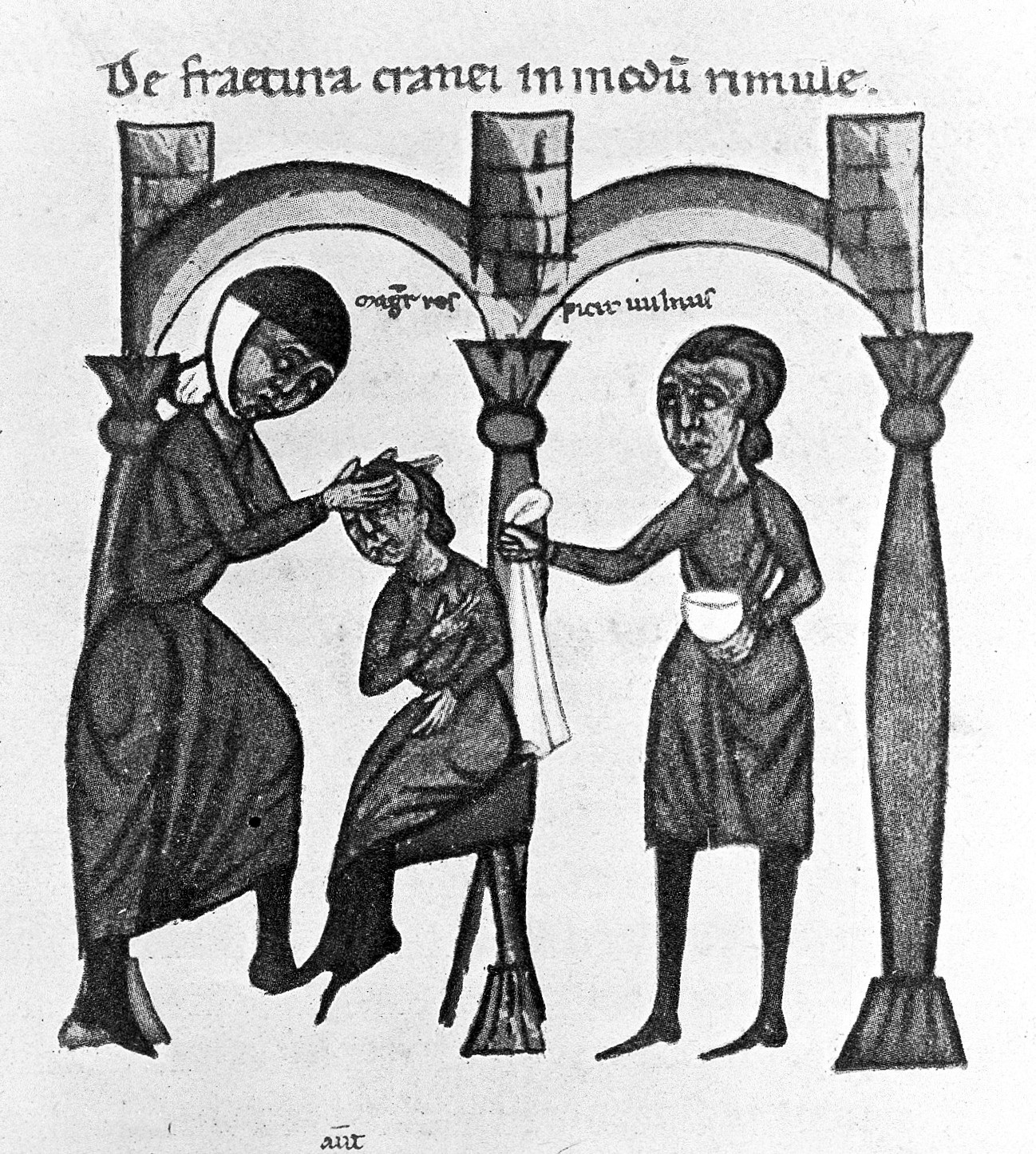
Chirurgien examinant une fracture du crâne - Rolandus Parmensis, Chirurgia, Rome : Bibliothèque Casanatense MS 1382, folio 11 recto.